# Cybocephalus sublucidus
Cybocephalus sublucidus is een keversoort uit de familie Cybocephalidae. De wetenschappelijke naam van de soort is voor het eerst geldig gepubliceerd in 1935 door Plavilshtshikov.